# هیساتو ساتو
هیساتو ساتو (به انگلیسی: Hisato Sato) بازیکن فوتبال اهل ژاپن و عضو تیم ملی فوتبال ژاپن است که در تاریخ ۱۰ فوریه ۲۰۰۶ میلادی اولین بازی ملی‌اش را انجام داد. او در ۳۱ بازی ملی حضور داشت و آخرین بازی ملی خود را در تاریخ ۱۴ فوریه ۲۰۱۰ میلادی انجام داد. هیساتو ساتو در بازی‌های ملی‌اش
۴ گل به ثمر رساند.